# Steidelstetten
Steidelstetten (früher Seidelstetten) ist ein Gemeindeteil des Marktes Isen im oberbayerischen Landkreis Erding. Es ist im Gemeindeverzeichnis von 1987 nicht als Gemeindeteil aufgelistet.

## Lage
Die Einöde Steidelstetten liegt in der Gemarkung Westach 1,75 Kilometer südlich des Marktplatzes von Isen.

## Denkmalschutz

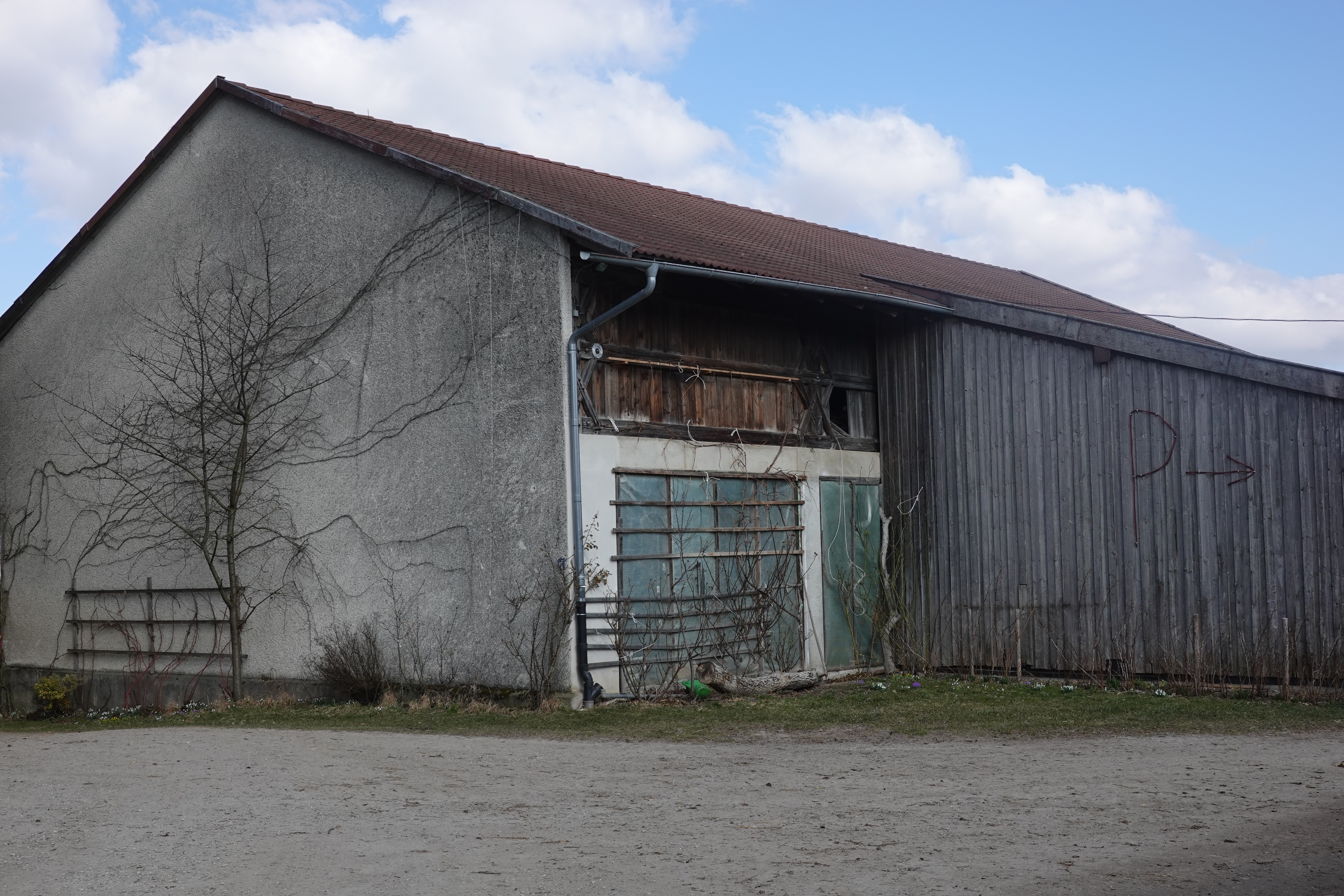
Steidelstetten 1 mit historischem Bundwerk

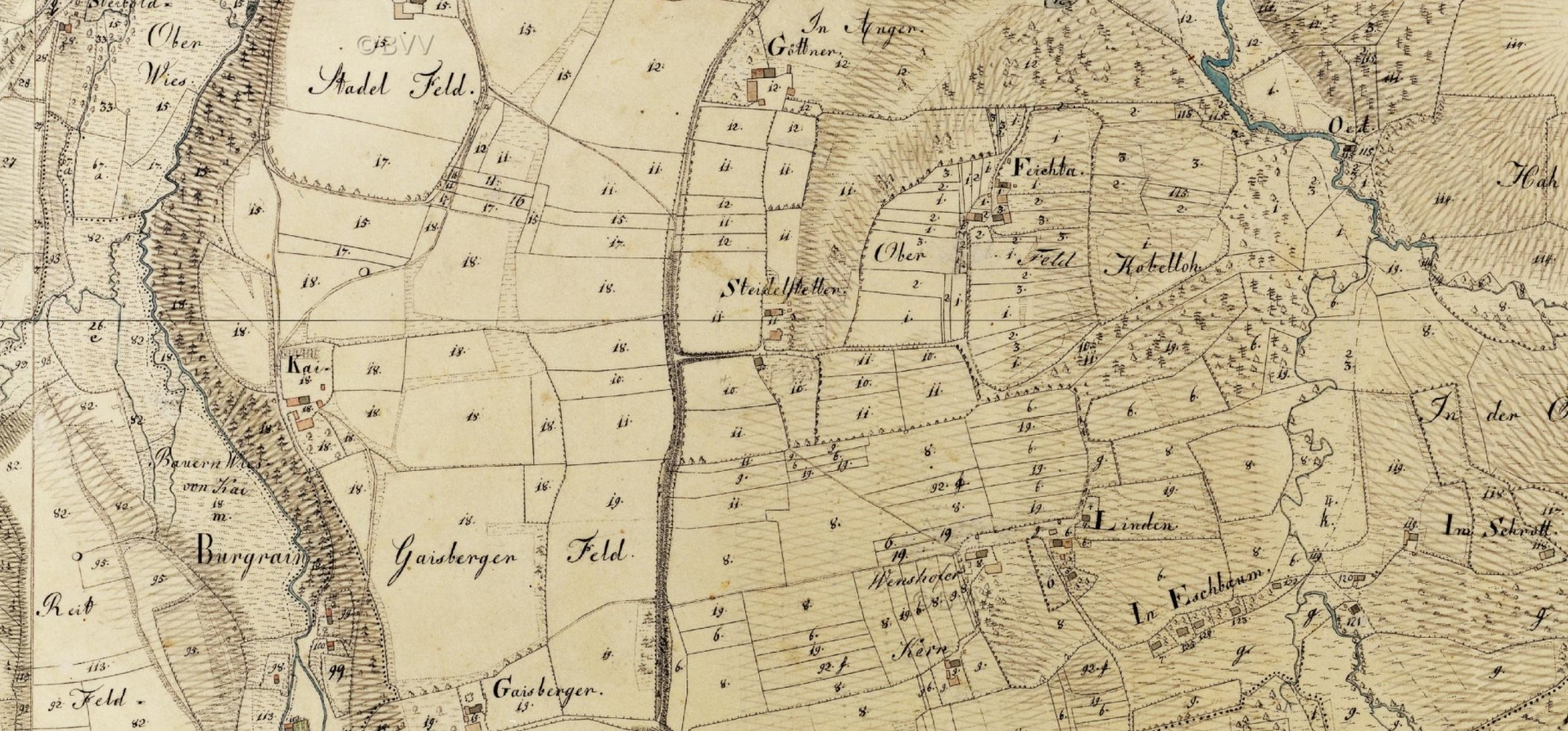
Steidelstetten im Bayerischen Urkataster (um 1843)

Der Haufenhofstadel Steidelstetten 1 besteht im oberen Teil aus historischem Bundwerk aus dem ersten Drittel des 19. Jahrhunderts über einem erneuerten Erdgeschoss. Er stand früher unter Denkmalschutz und ist als ehemaliges Baudenkmal in der Liste der Baudenkmäler in Isen aufgeführt.